# Roxanne
Roxanne este un film românesc din 2013 regizat de Vali Hotea. Rolurile principale au fost interpretate de actorii Șerban Pavlu, Diana Dumbravă, Mihai Călin.

## Distribuție
Distribuția filmului este alcătuită din:
- Valeria Seciu — Coca
- Șerban Pavlu — Tavi Ionescu
- Corina Moise — Oana
- Liana Mărgineanu — Vecina
- Anghel Damian — Victor
- Cristian Bota — Prietenul lui Victor
- Ada Solomon — Funcționara CNSAS
- Mihaela Rădescu — Administratoarea azilului
- Mihai Călin — Sandu Berescu
- Adrian Văncică — Crețu
- Diana Dumbravă — Roxana Berescu

## Primire
Filmul a fost vizionat de 1.611 spectatori în cinematografele din România, după cum atestă o situație a numărului de spectatori înregistrat de filmele românești de la data premierei și până la data de 31 decembrie 2014 alcătuită de Centrul Național al Cinematografiei.